# Oleh Fedor
Oleh Andrijovyč Fedor (in ucraino Олег Андрійович Федор?; Leopoli, 23 luglio 2004) è un calciatore ucraino, centrocampista del Karpaty in prestito dal Ruch L'viv.

## Carriera

### Club
Fedor è cresciuto nel settore giovanile del Karpaty e del Ruch L'viv. Ha debutatto in prima squadra il 17 settembre 2023 nell'incontro di Prem"jer-liha perso 2-1 contro il LNZ Čerkasy.

### Nazionale
Ha giocato nelle nazionali giovanili ucraine Under-16, Under-19 ed Under-23.
Nel 2024 è stato convocato dalla nazionale olimpica ucraina per partecipare ai Giochi della XXXIII Olimpiade.

## Statistiche

### Presenze e reti nei club
Statistiche aggiornate al 24 luglio 2024.
| Stagione        | Squadra         | Campionato      | Campionato | Campionato | Coppe nazionali | Coppe nazionali | Coppe nazionali | Coppe continentali | Coppe continentali | Coppe continentali | Altre coppe | Altre coppe | Altre coppe | Totale | Totale | Totale |
| Stagione        | Squadra         | Comp            | Pres       | Reti       | Comp            | Pres            | Reti            | Comp               | Pres               | Reti               | Comp        | Pres        | Reti        | Pres   | Reti   |        |
| --------------- | --------------- | --------------- | ---------- | ---------- | --------------- | --------------- | --------------- | ------------------ | ------------------ | ------------------ | ----------- | ----------- | ----------- | ------ | ------ | ------ |
| 2023-2024       | Ruch L'viv      | PL              | 15         | 0          | CU              | 1               | 0               |                    | -                  | -                  |             | -           | -           | 16     | 0      |        |
| Totale carriera | Totale carriera | Totale carriera | 15         | 0          |                 | 1               | 0               |                    | -                  | -                  |             | -           | -           | 15     | 0      |        |

## Palmarès
- Torneo di Tolone: 1

2024